# 니와 우이치로

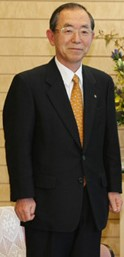

니와 우이치로(丹羽宇一郎, 1939년 1월 29일 ~ )는 일본의 전 기업인, 전 외교관이다.

## 생애
1939년 1월 아이치현 나고야시 출신. 1962년 3월 나고야대학 법학부 졸업. 1994년 6월 이토추 상사 상무이사. 1998년 4월 이토추 상사 사장. 2004년 6월 이토추 상사 회장. 2010년 4월 이토추 상사 상담역. 2010년 6월 17일~ 2012년 12월 18일 중화인민공화국 주재 일본 대사.